# Sphaenorhynchus mirim
Sphaenorhynchus mirim é uma espécie de anfíbio da família Hylidae. Endêmica do Brasil, pode ser encontrada no município de Mucurici no estado do Espírito Santo.